# Remotely operated vehicle

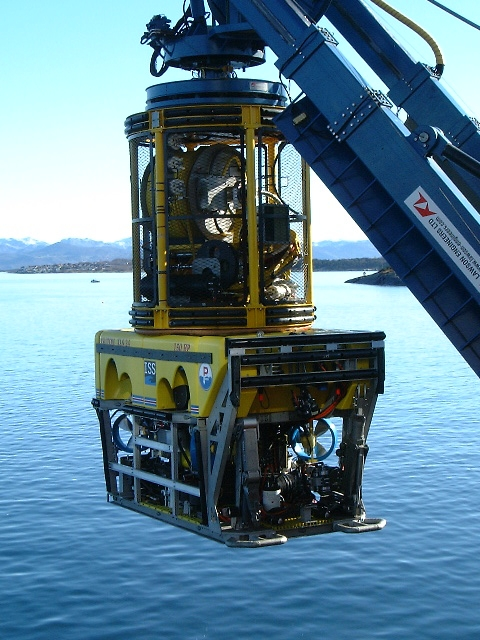
Een werkklasse-ROV met TMS

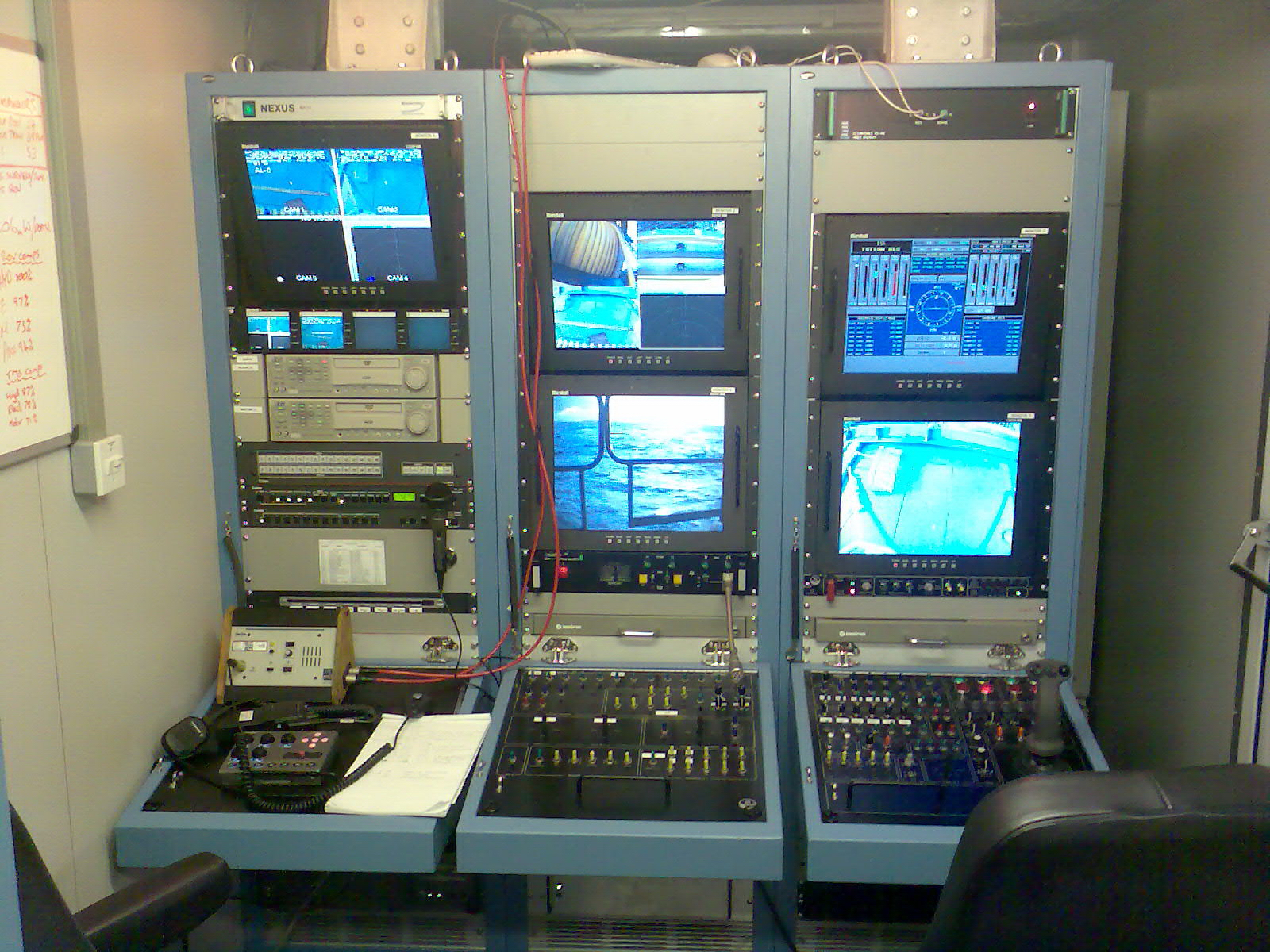
Hier wordt de ROV bestuurd

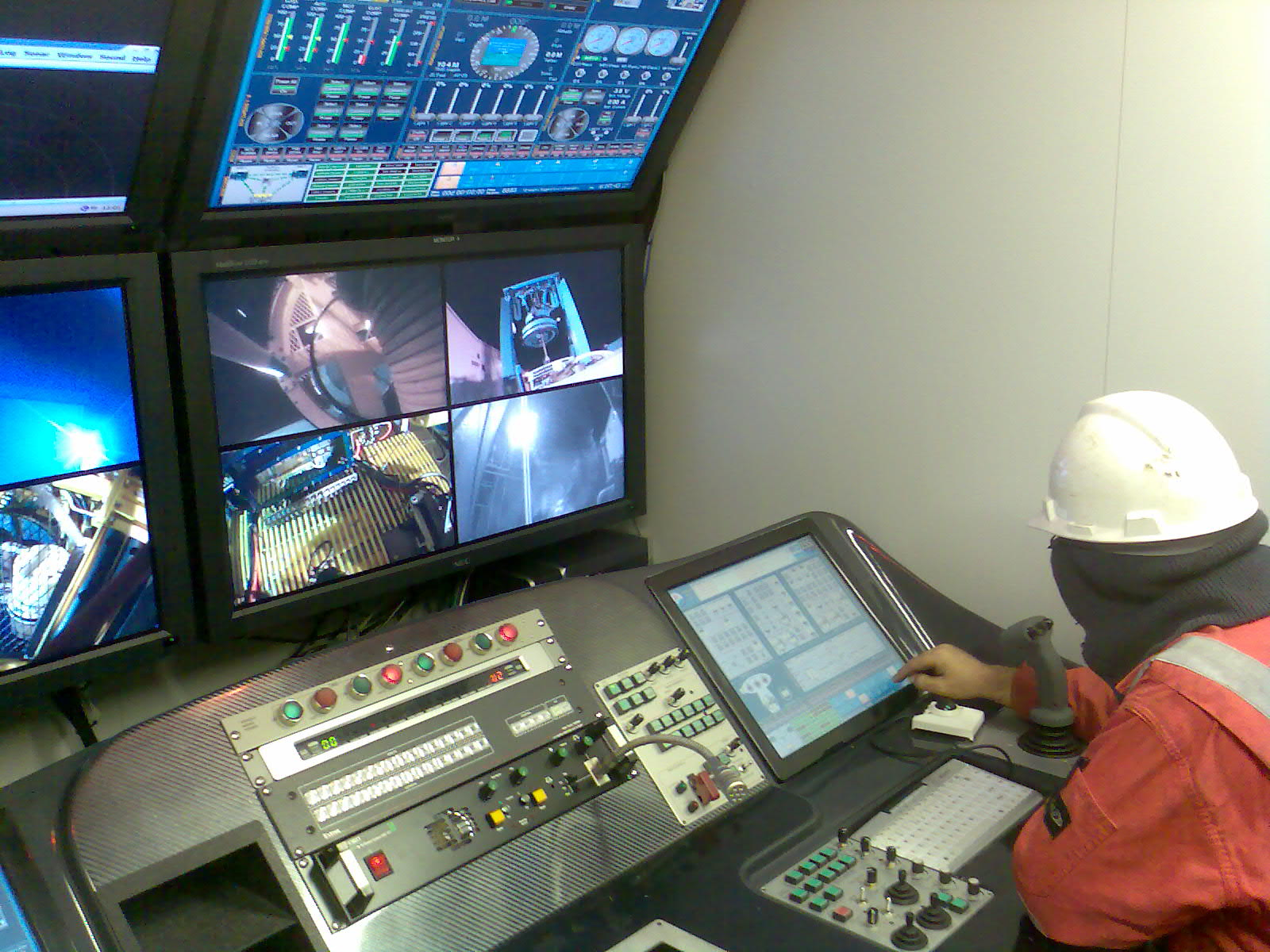
Hier wordt de nieuwe XLX ROV bestuurd

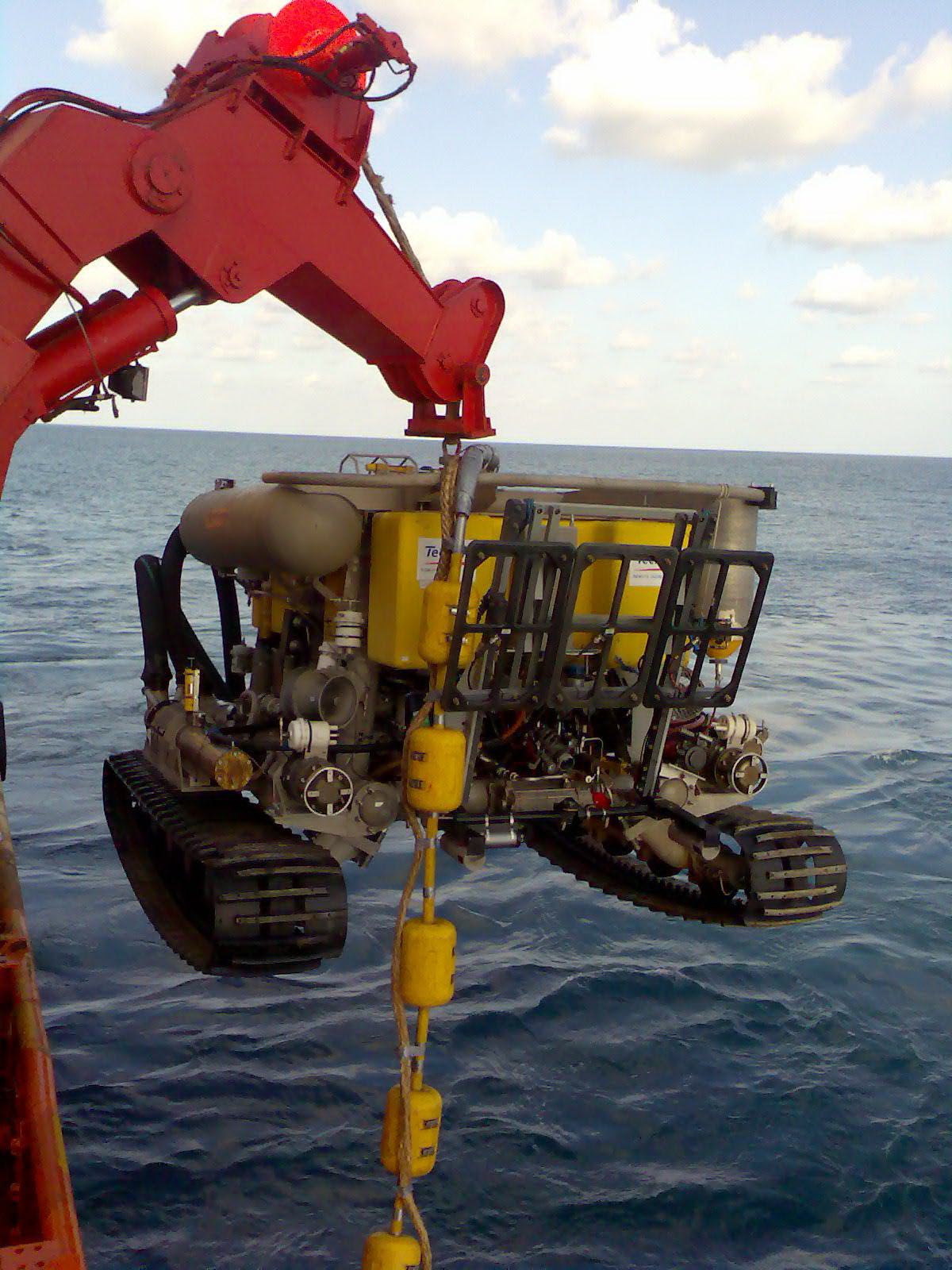
De Flexjet trencher

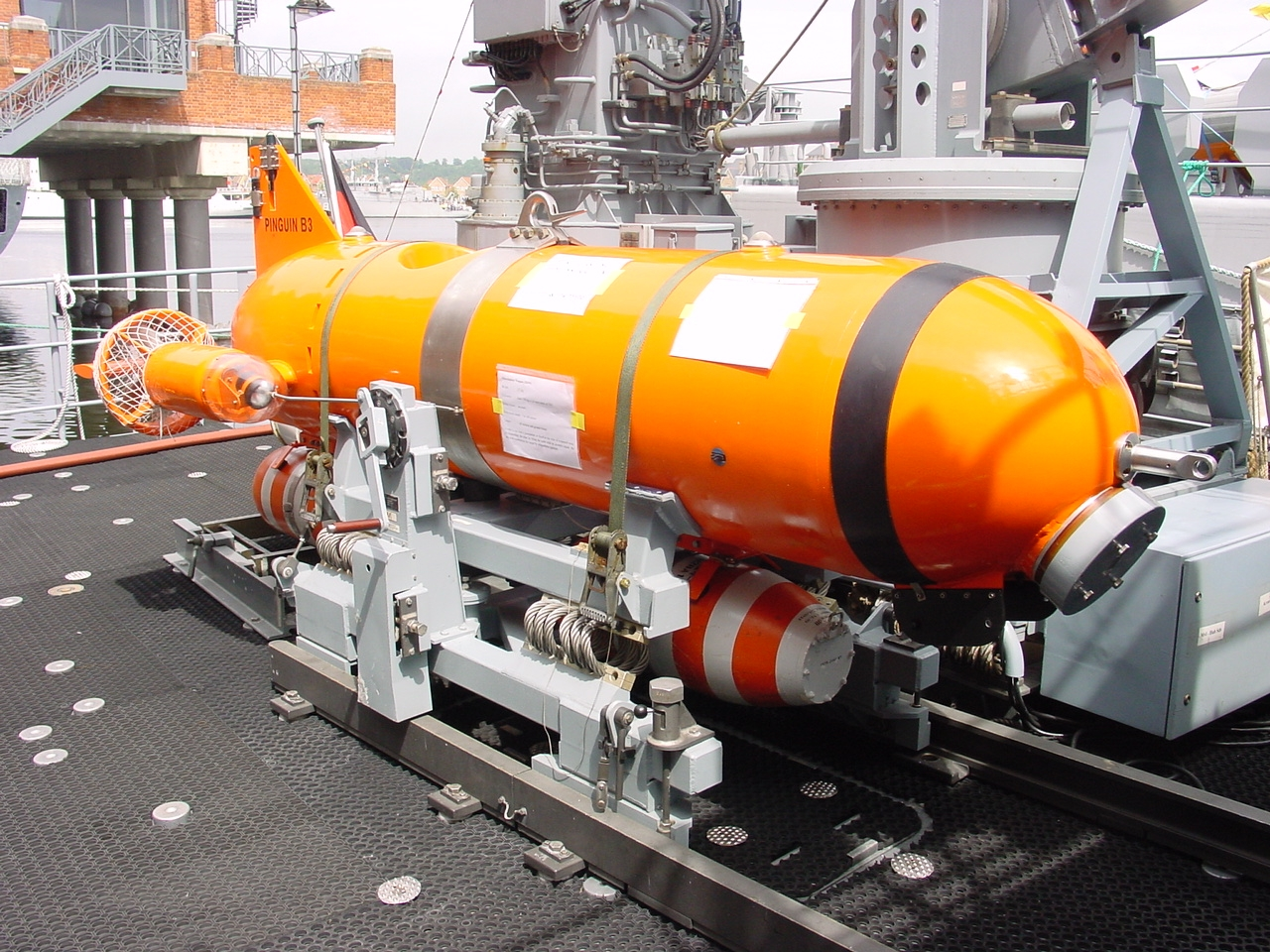
Een Pinguin B3 voor het opsporen en vernietigen van zeemijnen

Met een remotely operated vehicle (ROV) wordt, ondanks de naam die iets algemeners suggereert, een onderwater-robot bedoeld die op afstand (meestal vanaf een boot of platform) kan worden bestuurd.
Door middel van een verbindingskabel wordt de ROV voorzien van spanning en kunnen de signalen van alle apparatuur en de ROV zelf naar boven worden getransporteerd. Deze kabel noemt men de umbilical cord (navelstreng) of tether. Aan boord van het schip of platform bevindt zich een bedieningscentrum waar de ROV wordt bestuurd en de gegevens worden gebruikt, verwerkt en geïnterpreteerd. Dit apparaat wordt hoofdzakelijk in de offshorewereld gebruikt, maar er zijn er ook enkele die gebruikt worden voor onderzoek en andere specifieke taken, zoals defensie.

## Commercieel gebruik
Een belangrijk werkterrein van ROV's is de olie-offshore-industrie. Als gevolg van een relatief hoge olieprijs wordt het steeds interessanter om diepwaterolievelden te exploiteren. De benodigde technologie om de olie naar boven te halen, wordt daartoe verder ontwikkeld. Omdat duikers maar tot enkele honderden meters efficiënt kunnen werken, is de ROV-industrie sinds eind jaren 90 in een stroomversnelling gekomen.
ROV's voor deze toepassingen kunnen in drie vormen verdeeld worden: observatie-ROV's (ObsROV), werkklasse-ROV's (WROV) en steenstort- of trenching-ROV's.
Observatie-ROV's zijn relatief kleine ROV's die hoofdzakelijk worden ingezet bij (platform)inspecties en duikersupport. Ze zijn in nagenoeg alle gevallen volledig elektrisch en hebben meestal maar één of twee camera's en een sonar. Ze kunnen, afhankelijk van het werk dat ze doen, nog worden uitgerust met een kleine elektrische robotarm (manipulator) en eventuele meetsensoren. Hun werkdiepte is in de meeste gevallen maximaal 1500 tot 2000 m. De belangrijkste producenten zijn Seaeye en SubAtlantic. Er komen steeds meer goedkope alternatieven, die ROV's aanbieden die letterlijk in een koffer passen en alleen met een camera en sonar zijn uitgerust. Een voorbeeld hiervan is de Videoray, die veel wordt gebruikt door douane- en havendiensten in de VS bij de bestrijding van smokkel en terrorisme.
De werkklasse-ROV's worden ingezet bij een grote diversiteit aan werkzaamheden, zoals inspectie, installatie, reparatie, berging en support. Deze ROV's wegen over het algemeen rond de 4 à 5 ton en hebben meestal een werkdiepte van maximaal 3000 meter. Over het algemeen zijn ze uitgerust met een hydraulisch systeem voor de aandrijving, al zijn er enkele die alleen elektrisch zijn. Ze hebben een hydraulisch systeem om een grote diversiteit aan apparatuur, zoals knippers, slijptollen, robotarmen (manipulators) en waterjets, mee aan te drijven. Ze hebben bijna allemaal meerdere camera's, manipulators, akoestische bakens, sonar, gyro, diepte- en hoogtemeters en er kunnen vele andere sensors op aan worden gesloten.
Bijna alle nieuwe werkklasse-ROV's van de laatste jaren zijn voorzien van een Tether Management System (TMS). De ROV zit aan de TMS gekoppeld tot hij op werkdiepte is en koppelt zich dan los van de TMS. Hierdoor is het makkelijker om met de tether (verbindingskabel) te werken, wat belangrijk is, zeker wanneer er zich meerdere ROV's tegelijk op de werkplek bevinden.
De trenching/steenstort- en tracked vehicles zijn machines van 5 tot 40 ton die voor allerlei speciale taken zijn vervaardigd. Zo zijn er ROV's die rupsbanden hebben en van waterjets zijn voorzien om kabels en kleine pijpleidingen onder het zeebed te begraven, maar ook grote onderwaterploegen die kabels en pijpen begraven. Van ROV's in deze categorie, door gespecialiseerde bedrijven gebruikt, worden er meestal slechts enkele geproduceerd.

## Niet-commerciële ROV's
Bij de niet-commerciële ROV's moet men denken aan ROV's die vervaardigd zijn voor defensie, universiteiten en onderzoekscentra. Deze worden meestal in eigen beheer gebouwd en bijna nooit meer dan één of enkele exemplaren. Zo gebruikt defensie ROV's voor het opsporen en uitschakelen van mijnen en onderzeeërs. Voor andere functies, zoals het bergen van gevechtsvliegtuigen, onderzeeërs en helikopters en het redden van onderzeebootbemanningen worden meestal commerciële ROV's gebruikt. ROV's van onderzoekscentra en overheden worden vaak specifiek gebouwd voor werk op zeer grote diepte.

## AUV
In grote lijnen is het doel van een AUV (autonomous underwater vehicle) gelijk aan dat van een Remotely Operated Vehicle (ROV). Het belangrijkste verschil is dat een AUV een eigen voortstuwingssysteem heeft, waardoor het ook zonder moederschip kan opereren. AUV's worden voornamelijk toegepast voor het uitvoeren van multibeamopnemingen op grote diepte voor omvangrijke pijpleiding- en platformprojecten. Daarnaast kan een AUV uitgerust zijn met een side scan sonar en een subbottom profiler voor het bepalen van de geofysische samenstelling van de zeebodem.
De plaatsbepaling vindt plaats met een zogenaamd ultra-short baseline- of USBL-systeem, waarbij de positie wordt bepaald door het meten van afstanden die akoestische signalen afleggen tussen verschillende transponders.